# Leichtathletik-Weltmeisterschaften 2009/Teilnehmer (Bolivien)
| Gelbes Symbol für Goldmedaillen mit stilisierten Olympischen Ringen | Graues Symbol für Silbermedaillen mit stilisierten Olympischen Ringen | Braundes Symbol für Bronzemedaillen mit stilisierten Olympischen Ringen |
| ------------------------------------------------------------------- | --------------------------------------------------------------------- | ----------------------------------------------------------------------- |
| —                                                                   | —                                                                     | —                                                                       |

Der bolivianische Leichtathletik-Verband stellte zwei Athleten bei den Leichtathletik-Weltmeisterschaften 2009 in Berlin.

## Ergebnisse

### Männer

#### Laufdisziplinen
| Athlet      | Disziplin | Vorlauf     | Vorlauf | Halbfinale         | Halbfinale         | Finale             | Finale             |
| Athlet      | Disziplin | Zeit        | Platz   | Zeit               | Platz              | Zeit               | Platz              |
| ----------- | --------- | ----------- | ------- | ------------------ | ------------------ | ------------------ | ------------------ |
| Evans Pinto | 800 m     | 1:52,23 min | 44      | nicht qualifiziert | nicht qualifiziert | nicht qualifiziert | nicht qualifiziert |

### Frauen

#### Laufdisziplinen
| Athletin       | Disziplin   | Vorlauf | Vorlauf | Halbfinale | Halbfinale | Finale    | Finale |
| Athletin       | Disziplin   | Zeit    | Platz   | Zeit       | Platz      | Zeit      | Platz  |
| -------------- | ----------- | ------- | ------- | ---------- | ---------- | --------- | ------ |
| Geovana Irusta | 20 km Gehen |         |         |            |            | 1:39:16 h | 30     |